# Alpes de Kitzbühel
Os Alpes de Kitzbühel - Kitzbüheler Alpen em alemão - é um maciço montanhoso que faz parte dos Alpes Orientais-Norte na sua secção dos Alpes Xistosos do Tirol e se encontram nas regiões de  Tirol e de Salzuburgo, na Áustria. O ponto mais alto é o  Kreuzjoch com 2.558 m.

## Localização
Os Alpes de Kitzbühel ficam a Sudoeste da cidade de Kitzbühel e estão rodeados a Norte pelo Montes do Kaiser, a Nordeste pelo Monte de Stein, a Leste com os Alpes Xistosos do Tirol, a Sul os Alpes Tauern dos Alpes Tauern ocidentais, e a Oeste os Pré-Alpes de Tux.

## SOIUSA
A Subdivisão Orográfica Internacional Unificada do Sistema Alpino dividiu os Alpes em duas grandes Partes: Alpes Ocidentais e Alpes Orientais, separados pela linha formada pelo Rio Reno-Passo de Spluga-Lago de Como-Lago de Lecco.
Os Alpes xistosos do Tirol são formados pelos Pré-Alpes de Tux e pelos Alpes de Kitzbuhel.

### Classificação  SOIUSA
Segundo a SOIUSA este acidente geográfico é uma Sub-secção alpina com as seguintes características:
- Parte = Alpes Orientais
- Grande sector alpino = Alpes Orientais-Norte
- Secção alpina = Alpes xistosos do Tirol
- Sub-secção alpina =  Alpes de Kitzbuhel
- Código = II/B-23.II